# 오타케 고타로
오타케 고타로(일본어: 大竹 耕太郎, 1995년 6월 29일 ~ )는 일본의 프로 야구 선수이며, 현재 센트럴 리그인 한신 타이거스의 소속 선수(투수)이다. 구마모토현 구마모토시 미나미구 출신이다.

## 상세 정보

### 출신 학교
- 구마모토 현립 세이세이코 고등학교
- 와세다 대학

### 선수 경력
- 후쿠오카 소프트뱅크 호크스(2018년 ~ 2022년)
- 한신 타이거스(2023년 ~ )

### 수상·타이틀 경력
- 월간 MVP : 1회(2023년 5월) ※투수 부문
- 한신 타이거스 DID 어워드 : 1회(2023년 5월)

### 개인 기록

#### 첫 기록(투수)
- 첫 등판·첫 선발 등판·첫 승리·첫 선발 승리 : 2018년 8월 1일, 대 사이타마 세이부 라이온스 14차전(메트라이프 돔), 8이닝 2실점 ※육성 출신 투수로서 프로 첫 선발, 첫 승리는 사상 최초
- 첫 탈삼진 : 상동, 1회말에 도노사키 슈타로부터 헛스윙 삼진
- 첫 완투 : 2019년 4월 17일, 대 지바 롯데 마린스 5차전(ZOZO 마린 스타디움), 8이닝 1실점으로 패전 투수
- 첫 홀드 : 2021년 10월 24일, 대 도호쿠 라쿠텐 골든이글스 25차전(라쿠텐 세이메이 파크 미야기), 7회말에 2번째 투수로서 구원 등판, 1이닝 무실점
- 첫 완투 승리·첫 완봉 승리 : 2023년 7월 5일, 대 히로시마 도요 카프 11차전(MAZDA Zoom-Zoom 스타디움 히로시마), 9이닝 5피안타 무실점[4]

#### 첫 기록(타격)
- 첫 타석 : 2019년 6월 20일, 대 도쿄 야쿠르트 스왈로스 3차전(메이지 진구 야구장), 2회초에 야마다 히로키로부터 루킹 삼진
- 첫 안타 : 2023년 5월 20일, 대 히로시마 도요 카프 8차전(한신 고시엔 구장), 3회말에 모리시타 마사토로부터 유격 내야 안타[5]
- 첫 타점 : 2023년 7월 26일, 대 요미우리 자이언츠 13차전(한신 고시엔 구장), 2회말에 포스터 그리핀으로부터 2루 땅볼 실책[6]

#### 기타
- 올스타전 출장 : 1회(2023년)

### 등번호
- 133(2018년 ~ 같은 해 7월 28일)
- 10(2018년 7월 29일 ~ 2022년)
- 49(2023년 ~ )

### 연도별 투수 성적
| 연 도      | 소 속      | 등 판 | 선 발 | 완 투 | 완 봉 | 무 4 구 | 승 리 | 패 전 | 세 이 브 | 홀 드 | 승 률 | 타 자 | 이 닝 | 피 안 타 | 피 홈 런 | 볼 넷 | 고 4 | 몸 맞 | 탈 삼 진 | 폭 투 | 보 크 | 실 점 | 자 책 점 | 평 자 책 | W H I P |
| ---------- | ---------- | ----- | ----- | ----- | ----- | ------- | ----- | ----- | -------- | ----- | ----- | ----- | ----- | -------- | -------- | ----- | ---- | ----- | -------- | ----- | ----- | ----- | -------- | -------- | ------- |
| 2018년     | 소프트뱅크 | 11    | 8     | 0     | 0     | 0       | 3     | 2     | 0        | 0     | .600  | 197   | 48.2  | 45       | 6        | 13    | 0    | 1     | 36       | 0     | 0     | 21    | 21       | 3.88     | 1.19    |
| 2019년     | 소프트뱅크 | 17    | 17    | 1     | 0     | 0       | 5     | 4     | 0        | 0     | .556  | 442   | 106.0 | 111      | 13       | 20    | 1    | 4     | 72       | 0     | 1     | 47    | 45       | 3.82     | 1.24    |
| 2020년     | 소프트뱅크 | 3     | 3     | 0     | 0     | 0       | 2     | 0     | 0        | 0     | 1.000 | 60    | 15.2  | 13       | 1        | 3     | 0    | 0     | 8        | 0     | 0     | 4     | 4        | 2.30     | 1.02    |
| 2021년     | 소프트뱅크 | 2     | 1     | 0     | 0     | 0       | 0     | 1     | 0        | 1     | .000  | 22    | 4.0   | 7        | 0        | 3     | 0    | 0     | 1        | 0     | 0     | 7     | 7        | 15.75    | 2.50    |
| 2022년     | 소프트뱅크 | 2     | 2     | 0     | 0     | 0       | 0     | 2     | 0        | 0     | .000  | 35    | 7.0   | 10       | 1        | 2     | 0    | 1     | 5        | 2     | 0     | 6     | 5        | 6.43     | 1.71    |
| 2023년     | 한신       | 21    | 21    | 1     | 1     | 1       | 12    | 2     | 0        | 0     | .857  | 513   | 131.2 | 122      | 10       | 13    | 0    | 3     | 82       | 0     | 0     | 36    | 32       | 2.26     | 1.02    |
| 통산 : 6년 | 통산 : 6년 | 56    | 52    | 2     | 1     | 1       | 22    | 11    | 0        | 1     | .667  | 1269  | 313.0 | 308      | 31       | 53    | 1    | 9     | 204      | 2     | 1     | 121   | 115      | 3.31     | 1.15    |

- 2023년 시즌 종료 기준

### 연도별 수비 성적
| 연도 | 소속       | 투수  | 투수  | 투수  | 투수  | 투수  | 투수     |
| 연도 | 소속       | 경 기 | 척 살 | 보 살 | 실 책 | 병 살 | 수 비 율 |
| ---- | ---------- | ----- | ----- | ----- | ----- | ----- | -------- |
| 2018 | 소프트뱅크 | 11    | 3     | 13    | 0     | 1     | 1.000    |
| 2019 | 소프트뱅크 | 17    | 8     | 22    | 0     | 1     | 1.000    |
| 2020 | 소프트뱅크 | 3     | 0     | 4     | 0     | 1     | 1.000    |
| 2021 | 소프트뱅크 | 2     | 1     | 1     | 0     | 0     | 1.000    |
| 2022 | 소프트뱅크 | 2     | 0     | 1     | 0     | 0     | 1.000    |
| 2023 | 한신       | 21    | 10    | 29    | 0     | 2     | 1.000    |
| 통산 | 통산       | 56    | 22    | 70    | 0     | 5     | 1.000    |

- 2023년 시즌 종료 기준